# Mystacoleucus argenteus
 Mystacoleucus argenteus és una espècie de peix cipriniforme de la família dels ciprínids.

## Morfologia
Els mascles poden assolir els 14 cm de longitud total.

## Distribució geogràfica
Es troba a Myanmar i Tailàndia, incloent-hi el riu Salween.